# Топохімічна пам‘ять
Топохімічна пам'ять (англ. topochemical memory) — явище, коли твердофазні реагенти, добуті з різних вихідних речовин, виявляють своєрідну пам'ять у здатності брати участь тільки в певних гетерофазних процесах.
Пр., оксид заліза (ІІІ), синтезований з різних вихідних солей (оксалату, цитрату, сульфату й ін.), ідентифікований як одна й та ж фаза, характеризується різною здатністю в твердофазних процесах
(за каталітичною активністю, в спіканні).